# Tridentinski koncil
Tridentinski koncil je z dolgimi vmesnimi premori potekal osemnajst let (od leta 1545 do leta 1563) in je bil odgovor na reformacijo, ki je v tistem času preplavila pol Evrope. Namen je bil reformirati katoliško Cerkev od znotraj, zaradi dolgotrajnih zahtev po obnovi in capite et in membris. S tem je izpolnil tudi nekatere zahteve reformacije; vendar sprava ni uspela, ker so bile razlike v nauku že prevelike, kar je pripeljalo do razkola, ki traja do danes. 
Ta veliki cerkveni zbor je potekal v Tridentu (danes Trento, Italija) in v Bologni. Na koncilu so vpeljali Katekizem rimskokatoliške Cerkve, opredelili obred maše in zakramente, predpisali opravljanje drugih obredov v katoliški Cerkvi, potrdili svetopisemski kánon in prenovili celotno versko življenje.

## Zgodovina
Še preden je izbruhnil nemška reformacija, so od vsepovsod, zlasti pa iz Italije, prihajali resni pozivi k temeljiti cerkveni prenovi. Peti lateranski koncil je sprožil marsikakšno odlično pobudo za prenovo in capite et in membris; vendar Leon X.  ni bil človek, ki bil sposoben izvesti potrebne reforme; bil je preveč renesančen človek, vdan umetnosti in zabavi. Po koncilu, ko je vse ostalo po starem, je menil, da ni vzrokov za zaskrbljenost, vendar je bilo vzrokov za vznemirjenost cela kopica. Ni šlo toliko za popravke verskega nauka, kot za ureditev in spremembo lahkoživega življenja klerikov in vernikov, k čemur so že dalj časa pozivali tudi najuglednejši krščanski učenjaki tistega časa, kot sta bila Erazem Rotterdamski in Tomaž More. 

Spovednik cesarja Karla V., frančiškan Glapion (†1522) je bil eden najglasnejših klicarjev, ki je menil, da lahko ozdravijo cerkvene rane le na ekumenskem koncilu in da je »Luter Božji bič, ki ga je Bog poslal nad grešne ljudi«. PapežuHadrijanu VI. (1522-23) je zgodnja smrt preprečila, da ni mogel sklicati načrtovanega koncila. Tudi njegovega naslednika Klemena VII. (1523-34) je zmedeni mednarodni položaj oviral pri izpeljavi obljubljenega načrta za sklic koncila. 

Pavel III. (1534-49) je takoj po izvolitvi poklical na posvet nemškega apostolskega nuncija Pavla Vergeriusa; zaradi morebitne naklonjenosti reformatorjem je le-ta nasprotoval sklicu. Kljub temu papež ni odnehal in je po posvetovanju z učenimi teologi sklical najprej za 1536 koncil v Mantovi, na katerega pa nihče ni prišel; za 1538 enako brezuspešno v Vicenzo. Končno je sklical vesoljni cerkveni zbor v Tridentu za 1542, in končno za 1545.
 
Luterani pa s tem niso bili zadovoljni; hoteli so namreč koncil, ki bo »svoboden« - tj. »brez papeža« sklicani koncil, saj so menili, da je »rimsko papeštvo utemeljil hudič«; poleg tega so hoteli »krščanski« koncil, kjer bi imeli glasovi laikov enako veljavo kot klerikov, četudi bi bili to škofje; nazadnje pa naj bi potekal "v nemškem cesarstvu" - da bi se nemški nacionalisti zavarovali pred vplivom Italijanov in drugih narodov. Ker je Trident (danes Trento) bil mestece v bližini Svetorimskega cesarstva, je na neki način lokacija ustrezala tako Nemcem kot Italijanom, ki bi se ob nevarnosti lahko hitro umaknili domov. Špancem, ki so bili »cesarska stranka«, je Trident tudi ustrezal; užaljeni pa so bili Francozi, in se sej skorajda niso udeleževali. Angležem je pa udeležbo onemogočil kralj Henrik VIII., ki je že 1534 odtrgal Anglijo od katoliške Cerkve.

Kljub tem velikim oviram in protestantskemu vojaškemu napredovanju se je ob mali udeležbi koncil le začel 13. decembra 1545, zaključil pa z lepim številom 255 koncilskih očetov 18 let pozneje. Cesar Karel V. je želel, da bi takoj začeli s potrebnimi reformami, papež pa, da bi najprej razjasnili verska in nravna vprašanja. Tako je prišlo do kompromisa in začelo se je temeljito delo na obeh področjih obenem. 

### Navzočnost
Papež ni bil osebno navzoč pri zasedanjih in sejah in pravzaprav ni bil del koncila; vendar so njegovi odposlanci in predsedniki zagotavljali, da je njegovo mnenje bilo vedno upoštevano: tako ni bilo nevarnosti, da bi ponovno oživel konciliarizem, ki je učil, da je koncil nad papežem. 

Na koncilu je sodelovalo 700 škofov; vendar je koncil začel delo s komaj 31 škofi in 50 teologi. Nadalje je bilo na vsaki seji navzočih vsaj po 40 škofov; glasovalno pravico so imeli tudi vrhovni redovni predstojniki. Na koncu, leta 1563, je zasedalo 270 škofov in velika večina so bili Italijani, ki so navadno delili papeževa stališča. 

Koncilski očetje so sklenili, da bodo glasovali posamično in ne kot na Konstanškem koncilu, ko je imela vsaka narodnost po en glas in tako je končno glasovalo 187 italijanskih, 32 španskih, 28 francoskih in 2 nemška škofa. Italijani so torej imeli absolutno večino in zato je papež brez težave potrdil sklepe koncila, ki so s tem začeli veljati. 

## Potek
Šele po mirovnem sporazumu med svetorimskim cesarjem Karlom V. in francoskim kraljem Francem I. so nastale ugodnejše razmere za sklic koncila. Z bulo Laetare Jerusalem z dne 19. novembra 1544 je papež Pavel III. napovedal odprtje koncila v Tridentu za 15. marca 1545, kar pa je bilo zaradi male udeležbe prestavljeno na 13. decembra. 

Tridentinski koncil, »na in med zasedanji skozi osemnajst let od 1545 do 1563, je bil eden od najpomembnejših vesoljnih cerkvenih zborov v zgodovini katoliške Cerkve. 
Od vseh koncilov je imel Tridentinski vsekakor najbolj zapleten in najdaljši tok in je bilo njegovo nadaljevanje večkrat ogroženo in odloženo. 

V svoji buli se papež ozira na obupne evropske razmere: mednarodne, državljanske in verske vojne so pustošile skoraj vse dežele; koncil naj bi prispeval k medsebojni spravi:
Ta vesoljni cerkveni zbor priporočamo z dobrimi željami naklonjenosti krščanskih vladarjev, saj upamo, da bo mogoče obojen mir (civilni in verski) obnoviti med krščanskimi narodi. Ko smo iskali za to najprimernejši čas, smo končno ugotovili, da je za krščansko pobožnost vsak čas primeren. Z grenko dušno bolečino smo priče, da krščanske zadeve vsak dan hitijo do najhujšega stanja: Ogrsko so premagali Turki; Nemčiji grozijo; vse druge dežele stiskata nasilje in beda. Ker so Madžari po smrti svojega kralja povabili v deželo Turke, jim je kralj Ferdinand napovedal vojno; del Belgije so hujskači spodbudili k uporu zoper najbolj miroljubnega vladarja. Zato smo sklenili, da ne bomo nič več čakali soglasja vladarjev, ampak gledali le na Božjo voljo in dobro krščanskega ljudstva. 

### Tri zasedanja - 27 sej
1. Med prvim zasedanjem, od 13. decembra 1545 do 11. marca 1547, je koncil razpravljal o odnosu med Svetim pismom in ustnim izročilom; potrdil uradni seznam priznanih svetopisemskih knjig (kánon) in govoril o izvirnem grehu in opravičenju. Koncil je predlagal prenovo cerkvene uprave. 
1547 se je koncil umaknil iz Tridenta v Bologno, da bi se izognil epidemiji pegastega tifusa, ki so ga tja verjetno prinesli nemški vojaki. Drugi menijo, da je bolezen bila le pretveza, da bi se koncilski očetje rešili premočnega vpliva cesarja, ki je za vsako ceno hotel doseči verski mir v deželi. V Bologni so razpravljali o zakramentih; vendar so z odločitvami čakali do vnovične vrnitve v Trident. Upali so namreč proti upanju, da bodo tukaj protestanti bolj pripravljeni za sodelovanje kot pa v mestu na področju Papeške države.
2. Naslednik Pavla III. je bil Julij III.  (1550-55), Giovanni del Monte, prvi koncilski kardinal-poslanec. On je začel s cesarjem pogovore za nadaljevanje koncila. 14. novembra 1550 je izdal bulo Quum ad tollenda, v kateri je določil vrnitev v Trident. Kardinal-legat je prispel v Trident 29. aprila 1551. Tja je prišlo poleg domačega škofa 14 škofov iz Cesarstva, nekaj škofov je prišlo iz Rima, kjer so se mudili, in na 1. maja 1551 se je začela 11. seja. [6]
Drugo zasedanje je torej trajalo od 1. maja 1551 do 28. aprila 1552 v Tridentu (danes: Trentu); tukaj je zbor dokončno oblikoval odloke, o katerih so razpravljali zunaj mesta v prejšnjih štirih letih.
3. Nato je bilo zasedanje odloženo do nadaljnjega zaradi vojne; tretje zasedanje se je začelo 18. januarja 1562 in je trajalo do 4. decembra 1563. Med tem časom so obdelali nauk o maši, duhovništvu in duhovniški vzgoji, o zakonu, vicah in o raznih disciplinskih predpisih.

Koncil je imel pravzaprav 25 stvarnih sej. 17 jih je bilo sklepčnih, druge so bile bolj ceremonialnega značaja. 

### Seje
- Bula o sklicanju koncila

1. seja: Odprtje koncila. Odlok, ki se tiče odprtja koncila.
2. seja: Odlok o načinu življenja in vedenja, ki bo v veljavi v času koncila.
3. seja: Odlok glede veroizpovedi.
4. seja: Odlok glede svetopisemskega kanona.
 Odlok o izdajanju in uporabi svetih knjig.
5. seja: Odlok, ki zadeva izvirni greh. 
 Odlok o prenovi. 
Pridigarji Božje besede in zbiralci miloščine.
6. seja: Odlok o opravičenju (16 poglavij).
Opravičenje (33 kanonov).
Odlok o prenovi (5 poglavij).
7. seja: Odlok o zakramentih (15 poglavij). 
Bula o možnosti premestitve koncila.
8. seja: Odlok o premestitvi koncila (iz Tridenta v Bologno)
9. seja: Odlok o prednostni seji.
10. seja: Odlok o nadaljevanju koncila.
Bula o nadaljevanju tridentinskega koncila pod predsedovanjem papeža Julija III.
11. seja: Odlok o nadaljevanju koncila.
12. seja: (1. september 1551).
13. seja: : Odlok, ki zadeva najsvetejši zakrament svete evharistije. 
Najsvetejši zakrament svete evharistije. 
Odlok o prenovi. 
Odlok o odlaganju opredelitve štirih členov, ki zadevajo presveto evharistijo in o jamstvu za varen prihod protestantov. 
Protestantom je zajamčeno varno gibanje.
14. seja: Zakrament svete pokore  (9 poglavij) in poslednjega maziljenja (3 poglavja). 
Zakrament svete pokore. 
Zakrament svetega maziljenja. 
Odlok o obnovi (14 poglavij).
15. seja (25. januar 1552): Odlok o odlaganju seje. 
Protestantom je zajamčeno varno gibanje.
16. seja: Odlok o prekinitvi koncila. 
Bula o obhajanju tridentinskega koncila pod oblastjo papeža Pija IV.
17. seja: Odlok o obhajanju koncila. 
Napoved naslednje seje.
18. seja: Odlok o izbiri knjig ter vabilo vsem javnim vernikom, da se pridružijo koncilu. 
Jamstvo za varno gibanje nemški narodnosti. 
Jamstvo za varno gibanje drugim narodom.
19. seja: Odlok o odlaganju seje.
20. seja: Odlok o odlaganju seje.
21. seja: (Odlok o obhajanju pod obema podobama in o obhajilu otrok).
Obhajanje pod obema podobama in obhajilo otrok.
Odlok o prenovi (9 poglavij).
22. seja: Nauk o daritvi svete maše (9 poglavij).
Daritev svete maše (9 kanonov). 
Odlok, ki določa, katerih reči in načinov se je treba držati pri maševanju. 
Odlok o prenovi (11 poglavij). 
Odlok, ki se tiče dovoljenja za obhajanje s kelihom.
23. seja: Pravi in katoliški nauk glede zakramenta mašniškega posvečenja, ki ga je določil tridentinski vesoljni cerkveni zbor na sedmi seji, ko je obsodil zmote sedanjega časa. 
Zakrament mašniškega posvečenja. 
Prenovitveni odlok (18 poglavij).
24. seja: Nauk o zakramentu svetega zakona. 
Zakrament svetega zakona. 
Odlok o prenovi poroke (10 poglavij). 
Prenovitveni odlok (21 poglavij).
25. seja: Odlok, ki zadeva vice. 
Češčenje svetnikov, svetniških relikvij in svetih podob.
26. Redovniki in redovnice (22 poglavij). 
Prenovitveni odlok (21 poglavij). 
Odlok, da se seja nadaljuje naslednjega dne.
27. seja: Odlok o odpustkih. 
Katero hrano je dovoljeno uživati v postu in ob praznikih. 
Seznam prepovedanih knjig (=Indeks). 
Katekizem, brevir in misal. 
Prostor za poslance.

- Sprejemanje in izpolnjevanje koncilskih odlokov.
- Branje koncilskih odlokov pod Pavlom III. in Julijem II..
- Sklep koncila ter prošnja, da bi ga potrdil sveti oče. 
Glasno pritrjevanje koncilskih očetov k sklepom koncila.
- Potrditev koncila.
- Bula svetega očeta Pija IV. glede potrditve tridentinskega vesoljnega in splošnega cerkvenega zbora. [8]

Odloke je podpisalo 215 koncilskih očetov: štirje kardinali-legati, dva kardinala, trije patriarhi, 25 nadškofov, 167 škofov, sedem opatov, sedem vrhovnih redovnih predstojnikov, kakor tudi 19 predstavnikov odsotnih prelatov. Koncilske odloke je potrdil Pij IV. 26. januarja 1564 z bulo Benedictus Deus; sprejeli so jih po vseh katoliških deželah, ponekod s pridržkom. 

## Seznam odlokov
| Nauk                              | Seja | Dne               | kanoni | odloki |
| --------------------------------- | ---- | ----------------- | ------ | ------ |
| Sveto pismo                       | 4    | 8. april 1546     | nič    | 1      |
| Izvirni greh                      | 5    | 7. junij 1546     | 5      | 4      |
| Opravičenje                       | 6    | 13. januar 1547   | 33     | 16     |
| Zakramenti                        | 7    | 3. marec 1547     | 13     | 1      |
| Krst                              | 7    | 3. marec 1547     | 14     | nič    |
| Birma                             | 7    | 4. marec 1547     | 3      | nič    |
| Evharistija                       | 13   | 11. oktober 1551  | 11     | 8      |
| Pokora                            | 14   | 15. november 1551 | 15     | 15     |
| Poslednje maziljenje              | 14   | 4. november 1551  | 4      | 3      |
| Sveti zakon                       | 24   | 11. november 1563 | 12     | 10     |
| Češčenje svetnikov relikvij podob | 25   | 4. december 1563  | nič    | 3      |
| Odpustki                          | 25   | 4. december 1563  | nič    | 1      |

## Nekateri sklepi
Tridentinski koncil velja za enega najvažnejših v zgodovini Cerkve, saj so na njem sprejeli odločitve, ki so močno posegale na različna področja vsakdanjega življenja. 

### Zakonska zveza
Sklepi zbora so med drugim obravnavali spolno življenje in znova naznanili, kot so to storili sto let pred tem na koncilu v Firencah (gl. Florentinski koncil), da je zakon zakrament in ga nihče ne more razveljaviti. Poroka je postala zapovedan javen in slovesen obred pod nadzorom Cerkve. Z dodatnima ukrepoma so poskusili uveljaviti svetost zakona: tako imenovane skrivne, tj. brez ustreznih formalnosti sklenjene zakonske zveze naj bi ne bile več veljavne, pred samo poroko pa naj bi bili oklici, trikratno naznanilo v cerkvi, pri sami poroki pa naj bi bile prisotne tri priče, med njimi duhovnik, ki pozna ženina in nevesto. 
Novost je bilo določilo, da morata mladoporočenca pred poroko dobiti dovoljenje staršev. O tem so razpravljali tudi na nekaterih prejšnjih koncilih, vendar tega niso dosledno spoštovali povsod; po novem pa so to določilo postavili na stopnjo cerkvene postave. 
Drugo poglavje tridentinskih sklepov je obravnavalo problem duhovniških zakonov. Duhovnikom so znova ukazali, da so se dolžni držati zaobljube celibata v najstrožji obliki. Med drugim so razpravljali o pohujšljivi književnosti in posledično se je Boccacciov Dekameron znašel na seznamu (t. i. Indeksu) prepovedanih knjig. Prav tako so strogo obsodili upodabljanje telesne golote v likovni umetnosti.

### Izobrazba duhovnikov
Duhovniki so morali biti primerno izobraženi. Študij teologije je zato doživel velik razcvet. V ta namen je papež potrdil nov red: Družbo Jezusovo ali  jezuite.

### Matične knjige
Da bi izboljšali pregled nad verniki so uvedli matične knjige, v katere so vpisovali vsa rojstva, poroke in smrti.

### Verski nauk
1. Tridentinski koncil je bil najpomembnejše gibanje katoliške obnove in je pomenil prvi odgovor na rastočo protestantovsko reformacijo. Zavrgel in obsodil je protestantsko učenje, tako Lutrovo kot Kalvinovo, in je jasneje razložil katoliško verovanje – torej je potrdil in jasneje razložil tradicionalen nauk; sholastično filozofijo pa je predpisal kot obvezno.
2. Protestanti so zagovarjali opravičenje le po veri (sola fide) brez dobrih del, kar je koncil obsodil kot herezijo in poudaril, da je vera sicer potrebna, vendar ne zadošča za zveličanje brez dobrih del.
3. Protestantski reformatorji so zavrgli del dotlej sprejetih starozaveznih knjig (poimenovali so jih apokrifi); to so svete knjige, ki so nastale med 300 in 30 pred Kristusovim rojstvom in jih Judje niso sprejeli v svoj kanon; katoličani te knjige imenujejo devterokanonične v nasprotju s protokanoničnimi, ki sestavljajo tako katoliški, protestantski in judovski kanon biblijskih knjig. V teh knjigah je namreč vsebovan nauk, ki so ga protestantje zavrgli, a to je poročanje o vicah, molitvi za rajne in zahteva, da so za zveličanje potrebna poleg vere tudi dejanja.[10]
4. »Novoverci« so hudo napadali sholastični nauk o transubstanciaciji (=prebistvenju), češ da je plod aristotelovske psevdofilozofije. Na 13. seji je koncil zatrdil, da se pri maši spremeni kruh bistveno v Jezusovo telo, vino v Jezusovo kri, od kruha in vina pa ostaneta le podobi.
5. Reformatorji so imeli za edini vir razodetja Sveto pismo (sola scriptura); koncil je potrdil dvojni vir razodetja: Sveto pismo – uradno je potrjen le latinski prevod Vulgate, po katerem se smejo ravnati verniki in duhovniki; kot drugi vir razodetja je razglasil ustno izročilo (nauk apostolskih in cerkvenih očetov, koncilov in papežev).
6. Martin Luter in drugi reformatorji so zavrgli nauk o odpustkih, češ da je to trgovanje. Tej zlorabi se je uprl tudi koncil; vendar poudarja, da Cerkev ima oblast podeljevati odpustke časnih kazni za določena predpisana dobra dela, kar pride posebej do izraza v postu in ob svetem letu.
7. Reformacija je zavrgla tudi nauk o vicah. Koncil je potrdil verovanje, da so vice kraj, kjer se duše pokojnih po smrti očiščujejo, da bodo lahko čiste prišle v nebeško veselje.
8. Na 24. seji je koncil v odloku o zakonu potrdil odličnost neporočenosti zaradi Božjega kraljestva; obenem je obsodil priležništvo in določil, da se mora poroka opraviti pred duhovnikom z dvema pričama; veljavno sklenjen zakon je neločljiv.
9. Na zahtevo poznejšega papeža Gregorja XIII. je koncil odobril načrt popravka julijanskega koledarja, kar bi omogočilo lažje določanje Velike noči; čeprav so se protestantje temu dolgo upirali, mnogi pravoslavni pa ga zavračajo še danes, je papež pod svojo vladavino uvedel »gregorijanski koledar«, ki je kmalu osvojil ves svet.
10. Določbe in obsodbe tridentinskega koncila niso bile nikoli preklicane; med drugimi jih je potrdil tudi drugi vatikanski koncil (1962-1965) in Katekizem katoliške Cerkve (1992). [11]

## Pokoncilsko obdobje
Da bi se koncilski odloki uveljavili po vsej Cerkvi, so jih morale odobriti deželne vlade, za kar so bili potrebna pogajanja; španska vlada je odloke sprejela s pridržkom, da se ohranijo neokrnjene kraljeve pravice; Francija je sicer sprejela verske odloke, ne pa obnovitvenih. Brez pridržka so jih sprejeli le v Italiji. Za takojšnjo uvedbo obnove imajo največje zasluge pokoncilski papeži.
- Pij V. (1566-1572) je uspešno izvajal tridentinske določbe; spodbudil je sklic pokrajinske sinode v Salzburgu 1569; dal je objaviti Catechismus Romanus (Rimski katekizem, imenovan tudi tridentinski); poenotil je brevir, prenovil misal, kar je ostalo v veljavi do 2. vat. koncila.
- Gregor XIII. je spodbujal ustanavljanje škofijskih semenišč, zlasti v Rimu; nunciaturam je dal bolj cerkveno obliko, da so lažje delovale v prenovitvenem duhu; prenovil je julijanski koledar, ki se po njem imenuje gregorijanski.
- Sikst V. je preuredil osrednjo upravo Cerkve in Rimske kurije, ki je ostala v veljavi do 1908; zadolžil je škofe na petletne visita ad limina apostolorum (obisk na grobove apostolov), ki so v veljavi še dandanes. [3]

## Ocena
- Don Bosko v svoji Cerkveni zgodovini (1845) takole ocenjuje ta koncil:

Kadarkoli so bili heretiki obsojeni, so se sklicevali na ekumenski koncil; da bi jim izbili to pretvezo, so papeži sklicali glasoviti tridentinski koncil; toda namesto da bi heretiki tukaj razložili svoj nauk, so začeli podlo rovariti zoper koncil; ko jih koncilski očetje niso mogli pregovoriti, so jih obsodili in izobčili iz Cerkve. Ta koncil je trajal 18 let; začel se je 1545 pod Pavlom III., nadaljeval pod Julijem III., ter se zmagovito končal pod Pijem IV. Njegov osnovni namen je bil zavrnitev Kalvinovih in Lutrovih zmot. 

To je zadnji med vesoljnimi cerkvenimi zbori (do 1845) ter povzema nauk skoraj vseh prejšnjih koncilov. Na očiten način se je razodelo delovanje Svetega Duha, ki je prihitel na pomoč Cerkvi v stiski na tak način, da bo v prihodnosti težko najti zmote, ki jih ta koncil neposredno ali posredno že ne bi bil obsodil. To je razlog, zakaj že toliko časa potem ni bil več sklican noben cerkveni vesoljni zbor in morebiti se ne bo več niti pokazala potreba, da bi ga sklicevali. Sadovi tega koncila so bili obilni in trajni; mnoge heretike je zadela Božja jeza z nenadno in nesrečno smrtjo; vzplamtela je živa apostolska gorečnost v velikem številu evangeljskih delavcev, ki so s svojim prizadevanjem in svetostjo lajšali rane, ki so jih heretiki prizadejali Cerkvi. 
- Martina [13] pravi v svoji knjigi La chiesa nell'età della riforma:

»Tridentinskemu koncilu ni uspelo utrditi enotnosti. Ta navidezni neuspeh ne zmanjšuje bistvene pomembnosti Tridentinuma. Ta izhaja iz neverjetnega vpliva, ki ga je imel v Cerkvi v razjasnitvi nauka in v prenovi življenja. Lahko sprejmemo tri osnovne razloge za zgodovinski pomen Tridentinuma:
1. dokazal je močno zmožnost cerkvene obnove;
2. utrdil je dogmatično in disciplinsko enotnost, ki še bolj izstopa, če jo primerjamo z nasprotnim sodobnim razvojem številnih protestantovskih tokov;
3. končno je odprl novo obdobje v cerkveni zgodovini; na neki način ji je določil osnovne poteze od 16. stoletja do naših dni. [14]

- G. Winkler pa meni o tridentinskem koncilu v knjigi Storia della Chiesa cattolica:

»Trident lahko gledamo kot krono vseh prenovitvenih teženj v Cerkvi in obenem kot izraz notranje okrepitve katoliške Cerkve ter njenega ponovnega pridobivanja samozaupanja. Po drugi strani ga moramo smatrati kot odgovor na mnogovrsten izziv protestantovske obnove ali reforme. On je točno določil in razjasnil, vendar tudi utrdil in zacementiral versko nasprotje ter priskrbel verske obrazce za nasprotno obnovo ali protireformo.

- Zgodovinar Jedin [16] v knjigi Cerkveni koncili trdi:

»Koncil v Tridentu je bil odgovor najvišje cerkvene instance na protestantovsko reformacijo ter izpolnitev – ne popolna, vendar dosegljiva – dolgo zamolčanega prizadevanja za notranjo obnovo Cerkve. Dal je jasna načela teologiji in smer pridiganju; službeno je razločil, ne da bi ločeval tam, kjer že ni bilo ločeno. Protestantovski reformaciji je zoperstavil katoliško obnovo; toda ni preprosto obnovil srednjega veka, ampak je posodobil upravo in dušno pastirstvo. Kljub temu bi bil on težko cerkveno in zgodovinsko učinkovit skozi stoletja – ostal bi mrtva črka – če se ne bi papeštvo zavzelo z vsem svojim ugledom za izvajanje in dopolnjevanje njegovih odlokov in mu na ta način dalo življenje.

- Odlični poznavalec Tridentinuma Merkle [18] pa izreka dobro premišljeno sodbo:

»Tridentinski koncil je s svojim trajanjem, a še bolj s svojim obsegom, raznovrstnostjo in sodobnostjo svojih dejavnosti, kakor tudi s temeljitostjo svojih doktrinalnih opredelitev, preudarnostjo svojih upravno-pravnih in disciplinarnih sklepov, številom in veličino učenjakov, ki so na njem govorili, ter končno s svojimi poznejšimi učinki, zasenčil vse prejšnje koncile.« 

## Papežiinsvetnikipovezani stridentinskim koncilom
- 3. septembra 1539 je Pavel III. ustno potrdil Ignacijevo Formula instituti.
- Karel Boromejski je bil navzoč ob smrtni postelji svojega strica Pija IV..
- Papež Julij III.
- Portret papeža Marcela II.
- Papež Pavel IV.
- Papež Pij IV.
- Scipione Pulzone: Portret sv. Pija V.  (ok. 1578)